# Limnodromus semipalmatus
Il piro piro pettorossiccio asiatico (Limnodromus semipalmatus, Blyth, 1848) è un uccello della famiglia degli Scolopacidae.

## Sistematica
Limnodromus semipalmatus non ha sottospecie, è monotipico.

## Distribuzione e habitat
Questo piro-piro vive in Asia, dalla Russia all'Indonesia (nidifica in particolare tra la Siberia e la Mongolia e il nord della Cina) e dall'India alla Malaysia, in Australia e Papua Nuova Guinea.  Meno frequente in Giappone e Corea, di passo in Yemen, Kenya e Emirati Arabi Uniti.